# Joelia Gladkova
Joelia Vladimirovna Gladkova (Russisch: Юлия Владимировна Гладкова) (Koersk, 17 januari 1994) is een Russisch basketbalspeelster die uitkomt voor het nationale team van Rusland. Ze werd Meester in de sport van Rusland, Internationale Klasse.

## Carrière
In 2013 ging Gladkova spelen voor Sparta&K Oblast Moskou Vidnoje nadat ze in haar jeugd ook voor Sparta&K had gespeeld. In het seizoen 2014/15 werd ze uitgeleend aan BK Spišská Nová Ves in Slowakije. In 2018 verhuisde Gladkova naar Embutidos Pajariel Bembibre PDM in Spanje. Na één jaar verhuisde ze naar Roemenië om te gaan spelen voor CSM Satu Mare. In 2020 keerde ze terug naar Spanje om te spelen voor IDK Gipuzkoa.
Met Rusland speelde Gladkova op het Europees Kampioenschap in 2019.

## Erelijst
- Bekerwinnaar Rusland:
  - Runner-up: 2016